# モン州

2018年までの州旗

モン州（モンしゅう）は、ミャンマーの行政区画の一。ミャンマー南東部に位置し、面積12,155平方キロ。西はアンダマン海に面しており、海岸線は566キロあり、海岸沿いに位置する島嶼群もモン州の一部である。日本では小説や映画で有名な「ビルマの竪琴」は、ムドン収容所が舞台である。

## 歴史
人類が今日のミャンマーの地に住み始めたのは早ければ1万1千年前であるが、確認することが可能な最初の文明はもっと後の時代のモン族の文明からである。モン族は、紀元前3,000年から紀元前1,500年の時期に東インドから移住し始めて、6世紀頃にはタイ南部のチャオプラヤ川の穀倉地帯に定住した。その後数世紀で、モン族は西に移住し、ミャンマー南部のエーヤワディーデルタに定着した。アショーカ王法勅とディーパワンサで言及されているように、紀元前300年頃にタトンに興ったスワンナブミがモン族の最初の王朝 "スヴァンナ・ブーム（Suvanna Bhoum）" であるとモン族の伝説は伝えるが、しかしながらこの説は学者の間では疑問が呈されている。口承によると、アショーカから僧侶が、船旅で到着したのは早ければ紀元前3世紀、確実に紀元前2世紀までであり、それがモン族と仏教の遭遇で、6世紀以前にモン族は上座部仏教に転向し、インドのパーリ語教典を受容したと伝えられている。モン族の記述された記録は度重なる戦火の中で失われた。モン族は、インドとモン族の文化を混ぜ合わせ、二つの文明の融合を生み出した。825年までに、モン族は独自の王朝をミャンマーの南部と南東部に築き、バゴー （ペグー）とタトォンに都市国家が形成され、9世紀中頃までには、モン族がミャンマー南部全域を支配するようになった。

### モン王国 (6-11世紀/13-16世紀/18世紀)
議論の余地無くモン族に帰すべき記録が残っている最初の王朝は、クメール王朝によって首都が滅亡させられた1024年まで繁栄していた、ドヴァーラヴァティー王国である。モン族の棄民は現在のビルマのある西へ向かって流浪し、モン族の新しい王朝を開いた。この王朝も、北方から到来した新しい民族集団、すなわちビルマ族とシャン族、からの侵略に圧迫された。

### 英国到来
1824年の第一次英緬戦争の結果、現在のモン州を含む下ビルマは、大英帝国によって征服された。この戦争でモン族は英国を支援したが、その見返りとして、ビルマ敗北後のモン族による自治権を英国に確約させていた。英国の植民地政策が始まると、タイのタイ王国に移住していた数十万人のモン族が、大挙して母国ミャンマーへ帰国した。しかしながら、モン族の王国を再興するという英国の約束は果たされなかった。植民地時代、ビルマの首都として栄えたモーラミャインには英国系ビルマ人のかなりの人口があり、大規模な英国系ビルマ人コミュニティを擁した町の一角は「リトル・イングランド」と呼ばれていた。しかし、現在、ほとんどの英国系ビルマ人が英国やオーストラリアへ退去してしまった為、このコミュニティは漸減して一握りの家族になっている。

### ビルマ独立とモン族の分離運動
1947年、モン族は、まだ出来ていなかったビルマ連邦からの民族自決を追求した。しかし、ビルマ国首相ウー・ヌはこれを拒否し、モン族の独立した国家主権は認められないと述べた。ビルマ軍はモン族国家主義者の主張する領域に進出し、ビルマ内戦に繋がった武力支配を課した。モン族は、モン人民戦線を結成し、この組織は1962年には新モン州党（NMSP）に取って代わられた。1949年以来、モン州の東部丘陵はNMSPとその民兵組織、モン国家解放戦線 （MNLF）の支配下となってきた。MNLFは、中央政府に対する闘争だけでなく、タイに逃げ込める有利な国境領域を支配しているカレン族とも戦闘した。
1974年、モン族分離派の要求を部分的に満たして懐柔する目的で、テナセリム（タニンダーリ管区）の北部、バゴー管区のペグー（バゴー県）と エーヤワディー川を足し合わせたモン族の理論的支配地モンランド（Monland）（これが後にタニンダーリ管区の北部とバゴー管区のタウングー県の領域を足し合わせた現在のモン州となった）が作られたが、抵抗は1995年のNMSPと政府側の国家法秩序回復評議会（SLORC）の停戦合意まで続いた。1996年、モン統一連盟が結成された。SLORCは停戦協定を無視して戦闘を続行した。モン州における人権の状況は改善が見られなかった。国際機関は、モン州における大規模な人権侵犯で、すなわち強制労働、強制連行、監禁、強制移住、財産没収、強姦などの罪状で、繰り返しミャンマー政府を非難している。

## 地理
ミャンマーの南部に位置し、東はカレン州、北はバゴー管区、南はタニンダーリ管区に接する。南東部の一部はタイ王国のカーンチャナブリー県に接する。サルウィン川がモッタマ湾（マルタバン湾）に注ぐ下流域に位置する。サルウィン川の両岸には、モーラミャイン、モッタマの町がある。

## 隣接行政区画
- バゴー地方域
- カレン州
- カーンチャナブリー県
- タニンダーリ地方域

## 行政区画
モン州はミャンマー第三の都市、モーラミャインを州都に持つ。行政機構は、モーラミャインにあるミャンマー軍の南東管区本部と、沿岸警備をしているモーヤワディー管区本部の下に組織されている。モン州の多くの町に陸軍歩兵大隊が分散配置されており、タトンには第44軽歩兵師団が配備されている。県は、モーラミャイン郡区、タトォン郡区、イェー郡区などの郡区に区分されている。現在、陸軍の歩兵隊は今後の軍事作戦に備えてイェー郡区のかつての中立地帯に密に集中して展開されている。イェー郡区は防空の地区作戦部隊本部と19の軍事作戦部隊基地を擁することで、モン州南部の主要都市となった。
モン州は2つの地区から構成されている。:
- モーラミャイン県（英語版）
  - モーラミャイン郡区 - (モーラミャイン)
  - チャイマロウ郡区 - (チャイマロウ（英語版）)
  - チャウンゾン郡区 - (チャウンゾン（英語版）)
  - タンビュザヤ郡区 - (タンビュザヤ)
  - ムドン郡区 - (ムドン)
  - イェー郡区 - (イェー)
- タトン県（英語版）
  - タトン郡区 - (タトン)
  - パウン郡区 - (パウン)
  - チャイットー郡区 - (チャイットー)
  - ビーリン郡区 - (ビーリン)

### 市町村
市
Bakwai
町
モッタマ、チャイッカミ、Sit-taung, Lamine
村
Kawt-bane, Kamawak, Pha-auk, Pa-nga, Jain-gyike, Thein-sake, Mawkanin, Ywar Lut
| 島嶼              |
| ----------------- |
| Belu-kyun         |
| Kalar-goke island |

## 気候
モン州は熱帯モンスーン気候に属する。低緯度で海に近い場所にあるため、温暖な天候である。気温の変化もわずかである。モーラミャインにおける平均気温は1月で25.6℃、4月で29.4℃である。年間降水量はモーラミャインでは4,826mm、タトォンでは5,512mmである。7月、8月は特に雨が多い。

## 経済
モン州の耕地面積は18,000平方キロあり、ほとんど米が栽培されている。次に主要な作物はゴムである。山間部では果樹とゴムのプランテーション経営が行われており、南部のイェー県では沿岸漁業やその関連品である干物、魚醤、寒天などの製造が行われている。ビンロウの製造もモン州を支える産業である。

## 交通
空港
- モーラミャイン空港

鉄道
- ヤンゴン（ヤンゴン管区） ～ モッタマ
- モーラミャイン ～ ダウェー（タニンダーリ管区）

フェリー
- モッタマ － モーラミャイン間はサルウィン川を渡るフェリーが結んでいる。

## 観光
- チャイティーヨーパゴダ（Kyaiktiyo Pagoda）
- タトン - タトォン王国（英語版）（9世紀〜1057年）の首都。
- タンビュザヤ戦争記念館